# A hét vezér

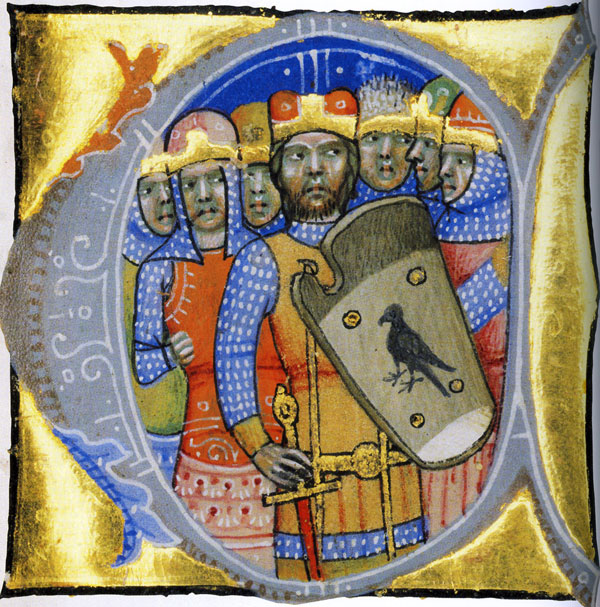
A hét vezér ábrázolása a Képes krónikában

A hét vezér a honfoglalás idején, 895-ben a magyarok hét törzsének vezére, azaz törzsfőnöke – korabeli szóval úr – volt. Bíborbanszületett Konstantin művében a magyar törzsek neve fennmaradt, s ez a lista igazolható a magyar helynevekből. A törzsek vezetőit tekintve azonban a krónikás hagyomány több, egymásnak ellentmondó névsort őrzött meg, s ezek nevének egy részével kapcsolatban a történettudomány kimutatta a datálás téves voltát. A hét vezér valódi névsorát tehát nem ismerjük, bár egy részük hiteles név lehet, elsősorban Árpád nagyfejedelemé.

## A hét törzs

A hét vezér. Részlet Feszty Árpád A magyarok bejövetele („Feszty-körkép”) című festményéről

A magyar törzsek névsorát egyetlen forrásból, Bíborbanszületett Konstantin A birodalom kormányzása című művéből ismerjük. A magyarokat illető információit a 948 körül nála járt magyar küldöttségtől szerezte, amelynek vezetője Bulcsú harka volt, s amelynek tagja volt Árpád dédunokája, Tormás herceg is.
Konstantin császár nyolc törzsről beszél műve 39. fejezetében (A kabarok népéről), ahol a kabarokat mondja az első törzsnek. A császár megmondja, hogy a törzsnek három nemzetsége van (éppen, mint a székelyeknek – a „genus” ugyanis Konsztantinnál nem törzs, hanem nemzetség), akik a kazárok közül csatlakoztak a magyarokhoz és akiknek egy vezetője volt a honfoglaláskor és azóta is mindig.
A másik hét törzsnek nevét a következő sorrendben adja meg megszámozva kettőtől nyolcig: nyék, megyer, kürtgyarmat, tarján, jenő, kér, keszi. Ezek közül is a kürtgyarmat összetett törzsnév, a kürt és a gyarmat nevek összeolvasztásából keletkezett. Ma már nem tudni, hogy ennek oka a két törzs töredékes jellege volt-e, vagy szándékos ferdítés a hetes szám miatt. Ténylegesen a két törzs nem egyesült, amiről törzsneves településeink egyértelműen tanúskodnak. Népzenénk, néptáncaink és nyelvjárásaink a hét törzs létére és elhelyezkedésére utalnak.
Bíborbanszületett Konstantin nem adja meg név szerint a magyar törzsek vezetőit, annyit mond csak el a magyar törzsszövetség vezetőiről, hogy legnagyobb fejedelmük mindig az Árpád nemzetségéből sorban következő fejedelem (a tisztség magyar elnevezését nem adja meg) és van két másik is, a jila (gyula) és a karcha (harka) is. Az első tisztség kortárs (948 körüli) viselőjeként Falicsit, a harmadikra az udvarába látogató Bulcsút nevezi meg, akinek apja Kál volt. A honfoglalás előtti időszakból két törzsfőt (saját szóhasználatával „vajdát”) említ: Levedit és Árpád apját, Álmost, de egyiküket sem köti törzshöz. Azt is elmondja, hogy a „türkök” (azaz magyarok) nyolc törzse nem engedelmeskedik a maguk fejedelmeinek, de ha veszély fenyeget, akkor – megegyezés van köztük erre – együtt harcolnak. Majd hozzáteszi, hogy minden törzsnek is van saját fejedelme. Ebből nem világos, hogy a nagyfejedelem, gyula és harka azok külön személyek a törzsek vezetőin kívül, vagy ők egyben egy-egy törzs vezetői is, de a más sztyeppei törzsszövetségekhez hasonlóan az utóbbit valószínűsítik a történészek. A türkök és kazárok szokásához híven a csatlakozott népek vezetője – a magyarok esetén a kabaroké – minden bizonnyal a törzsszövetség trónörököse volt, azaz a magyarok esetén Árpád nemzetségének a tagja. Az is vitakérdés, voltak-e más tisztségek az említetteken kívül. Egyes vélemények szerint mind a hét törzsfő töltött be valamilyen speciális katonai, politikai vagy bíró szerepet a törzsszövetség vezetésében.

### Anonymus névsora
Anonymus szerint a honfoglalás előtt „Szkítiában” – azaz Etelközben, amelynek ezt a nevét nem ismeri – hét fejedelmi férfi kötött szövetséget:
- Álmos, Árpád apja
- Előd, Szabolcs apja, „akitől a Csák nemzetség származik”
- Kend (Kond, Kund), „Korcán (Kurszán) apja”
- Ond, Ete apja, „akitől a Kalán nemzetség és a Kölcse nemzetség származik”
- Tas, Lél (Lehel) apja
- Huba, „akitől a Szemere nemzetség származik”
- Tétény (Töhötöm), Horka apja, „a Horkának fiai voltak Gyula és Zombor, akiktől a Maglód nemzetség származik”

Anonymus névsorában valószínűleg minden személy valóban élt és jelentős személyiség volt, de a névsor, mint a honfoglalásba kezdő hét vezéré bizonyosan téves. Bíborban született Konstantin Tast Árpád unokái közé sorolja, a történészek csak azon vitatkoznak, Árpád melyik fiának volt a fia, Jutocsáé vagy Üllőé. Szabolcsról Györffy György azt feltételezi, hogy Árpád utóda volt a nagyfejedelmi pozícióban, de ez azt jelenti, hogy valóban kortársa volt Árpádnak, ugyanakkor rokona is. Anonymus szerint Szabolcs apja volt Előd, más krónikák szerint Álmosé. Kurszánnal kapcsolatban Róna-Tas András vetette fel, hogy esetleg Árpád öccse lehetett. Ond, Huba és Tétény (Töhötöm) kapcsán viszont elképzelhető, hogy egy-egy törzs vezérei voltak, akiknek nemzetsége még Anonymus korában is az ország vezető családjai közé tartozott.

### Kézai Simon névsora
Kézai Simon krónikájában hét kapitányról beszél, akik hét sereg élén vonultak be „Szkítiából Pannóniába”, a seregek és kapitányok sorrendjét a következőképpen adja meg:
- A Turul-nemzetségbeli Ügyek fia Előd fia Álmos fia Árpád
- Szabolcs, aki Csákvár környékén telepedett le tőle ered a Csák nemzetség
- Gyula, aki „utóbb Erdélyben lakott”
- Őrs, „ez, mint mondják a Sajó körül ütötte fel sátrait”
- Künd, „ez a Nyír(ség) környékén lakott, fiai Kusid és Kupian”
- Lél, „először Galgóc környékén, majd a nyitrai részeken lakott, tőle származik a Zovárd nemzetség”
- Vérbulcsú „aki Zalában, a Balaton körül telepedett meg”, akit azért neveztek Vérbulcsúnak, mert „nagyapját a krimhildi csatában a németek megölték”, ő pedig bosszúból „némelyeknek úgy itta a vérét, mint a bort”

A Képes krónika névsorában ugyanezek a nevek szerepelnek, eltérő sorrendben: Örs a felsorolás végére kerül. A Madzsar Tarihi szintén ezeket a neveket közli, ott a sorrend Árpád, Gjula, Kend, Szabolcs, Ürs, Lejl, Bulcs. Ez a névsor Anonymusénál is kevésbé hiteles, több benne a mondai elem. Örs egyes helynevekre alapozott feltevések szerint a kabarok egyik törzse volt a honfoglalás idején. Lél és Bulcsú 955-ben az augsburgi csata után haltak meg, miután elfogták és felakasztották őket. Gyula méltóságnév volt, később vált személynévvé, akárcsak Künd/Kund. Csak Árpád és Szabolcs sorolható be a honfoglalás idejére. Kusid a Fehér ló mondából került be Kézai névsorába, mint Kund fia, Kurszán helyére.

### A két névsor összefüggései
Nem tudni, melyik vezérnévsor keletkezett hamarabb: Anonymus műve korábbi, mint Kézaié, de elképzelhető, hogy utóbbi az elveszett ősgesztát vette alapul. Annyi azonban valószínűsíthető, hogy aki a későbbit lejegyezte, ismerte a másikat is. A két névsor ugyanis öt esetben kapcsolatba hozható:
- Álmost és Árpádot egybehangzóan apaként és fiaként, valamint a későbbi magyar fejedelmek és királyok őseiként említik. Anonymus előbbit, Kézai utóbbit sorolja a hét vezér közé. A honfoglalás döntő szakaszában azonban már Anonymusnál is Árpád szerepel fejedelemként, miután Álmos „Hung várában” átadta a hatalmat. Árpád letelepedési helyét illetően különbségek vannak a kétféle hagyomány között: Anonymus a Csepel-szigetre teszi, míg a krónikáshagyomány Székesfehérvárra.
- Szabolcsot Anonymus Előd fiaként említi, más krónikákhoz hasonlóan a Csák nemzetség ősének teszi meg. Kézainál és a krónikáshagyományban Előd Ügyek fiaként és Álmos apjaként szerepel, Anonymus szerint viszont Álmos apja Ügyek volt.
- Künd (Kende, Kond) neve mindkét névsorban megtalálható. A különbség annyi, hogy Anonymus Kurszánt nevezi meg a fiaként, letelepedési helyét pedig Óbuda környékére, a későbbi Kurszán várának helyére teszi. Kézai szerint viszont a fiai Kusid és "Cupian" (Kaplony?) voltak, letelepedési helye pedig a Nyírség.
- Lél Anonymus szerint Tas fia volt.
- Gyula nagyapja Anonymus szerint Tétény, aki meghódította Erdélyt, ahol Kézai szerint Gyula telepedett meg.

A további két vezér szintén szerepel Anonymus gesztájában: Bulcsú Bogát fiaként, különállóan, Örs pedig Ocsád, a „hét kun vezér” egyikének fiaként. Ond és Huba a rendelkezésre álló források alapján nem hozható kapcsolatba velük.

## Ajánlott irodalom
- BBC History, 2018. június, 22-29. o.: B. Szabó János: Heten voltak? A honfoglaló magyarok vezérei